# Bagnères-de-Bigorre
Bagnères de Bigorre là một xã trong vùng Occitanie, thuộc tỉnh Hautes-Pyrénées, quận Bagnères-de-Bigorre, tổng Bagnères-de-Bigorre. Tọa độ địa lý của xã là 43° 03' vĩ độ bắc, 00° 09' kinh độ đông. Bagnères de Bigorre nằm trên độ cao trung bình là 550 mét trên mực nước biển, có điểm thấp nhất là 440 mét và điểm cao nhất là 2.872 mét. Xã có diện tích 125,86 km², dân số vào thời điểm 1999 là 8048 người; mật độ dân số là 64 người/km².

## Thông tin nhân khẩu
| 1831 | 1962  | 1968  | 1975 | 1982 | 1990 | 1999 |
| ---- | ----- | ----- | ---- | ---- | ---- | ---- |
| 8108 | 10128 | 10216 | 9947 | 9242 | 8424 | 8048 |

## Các thành phố kết nghĩa
- Alhama de Granada, Tây Ban Nha
- Granarolo dell'Emilia, Ý
- Tutzing, Đức